# جائزة ماليزيا الكبرى للدراجات النارية 1992
جائزة ماليزيا الكبرى للدراجات النارية 1992 هو سباق دراجات نارية أقيم بتاريخ 19 أبريل 1992 في حلبة شاه عالم. كان الجولة الثالثة من أصل 13 في سباق الجائزة الكبرى للدراجات النارية موسم 1992. فاز الأسترالي ميك دوهان بفئة 500 سي سي بينما جاء الأمريكي وين ريني في المركز الثاني.

## وصلات خارجية
- الموقع الرسمي